# Guillermo "Billy" Quijano
Guillermo Elías Quijano Castillo (13 de febrero de 1939 – 28 de mayo de 2024), conocido como Billy Quijano, fue un empresario, político y dirigente cívico panameño.

## Primeros años y educación
Quijano nació en la Ciudad de Panamá el 13 de febrero de 1939. Realizó sus estudios primarios en el Colegio Miramar y obtuvo su bachillerato en Ciencias y Letras en el Colegio La Salle en 1956. Posteriormente, se trasladó a California, Estados Unidos, donde cursó estudios de ingeniería civil en la Universidad de Santa Clara, graduándose en 1960.

## Carrera empresarial
En 1963, fundó la empresa constructora Guayacanes, S.A., dedicada a la promoción y desarrollo de proyectos residenciales. En 1967 cofundó SUCASA, una de las empresas inmobiliarias más reconocidas del país, la cual presidió hasta 2020.
También fue accionista fundador del diario La Prensa en 1980, y formó parte de su junta directiva entre 1982 y 1991.

## Vida política y cívica
Comenzó su carrera política como concejal del distrito capital entre 1964 y 1968, y fue elegido presidente del Consejo del Distrito de Panamá en 1964. En mayo de 1968 fue electo diputado por el Partido Liberal Nacional, pero su gestión fue interrumpida por el golpe militar del 11 de octubre de ese mismo año.
Durante la dictadura, fue un destacado miembro de la Cruzada Civilista, movimiento de resistencia cívica que promovía el retorno a la democracia. En 1982 fue uno de los fundadores del Movimiento Liberal Republicano Nacionalista (Molirena).
Tras el fin del régimen militar, ocupó diversos cargos públicos:
- Ministro de Vivienda (1991–1993)
- Presidente del Fondo de Emergencia Social
- Miembro de la Junta Directiva del Banco Nacional de Panamá
- Presidente de la Cámara Panameña de la Construcción (1990–1991)

En las elecciones de 1994 fue candidato a la vicepresidencia de la República, acompañando a Rubén Darío Carles.

## Participación institucional y legado
Entre 2001 y 2010, integró la Junta Directiva de la Autoridad del Canal de Panamá, donde presidió el Comité de Modernización. Fue también fundador del Banco Panamá en 2008 y presidió su junta directiva hasta 2018.
Es autor de los libros:
- Vivencias, recuerdos y hechos políticos: 1948–2009
- Recordar es vivir

## Fallecimiento
Guillermo "Billy" Quijano falleció el 28 de mayo de 2024 a los 85 años. Diversas personalidades y entidades del ámbito político, empresarial y cívico de Panamá destacaron su trayectoria y compromiso con el país.